# Ясківка еквадорська
Ясківка еквадорська (Petrochelidon rufocollaris) — вид горобцеподібних птахів родини ластівкових (Hirundinidae). Мешкає на тихоокеанському узбережжі Еквадору та Перу, до 2000 метрів над рівнем моря. Його природним середовищем існування є пасовища та сильно деградовані колишні ліси.

## Підвиди
- Petrochelidon rufocollaris aequatorialis Chapman, 1924 — південно-західний Еквадор;
- Petrochelidon rufocollaris rufocollaris (Peale, 1848) — західне Перу.